# 泰根塞
泰根塞（發音：[ˈteːɡɐnˌzeː] ⓘ）是德国巴伐利亚州上巴伐利亚行政区米斯巴赫县的城市，位于同名湖畔，面积22.77平方千米，2023年12月31日人口为3,967人。
泰根塞修道院于746年年被聖本篤修會的教士修士们修建，且對南巴伐利亞開發有實質影響貢獻；到1803年此修道院改變成為巴伐利亞王國皇族避暑夏宮，維特爾斯巴赫王朝把貴族宮廷氣息及觀光客帶到這湖濱區；英國歷史學家艾克頓爵士1902年在此故逝；德國第二次世界大戰大将格奧爾格-漢斯·萊因哈特於1963年也在此故逝。
因为有着阿尔卑斯山湖光山色及滨临富裕地区，泰根塞及湖边地区自早就是著名、有着各式各样运动设备齐全、冬夏皆宜的温泉及观光都市，吸引众多观光客到此旅游。